# Самцхе
Самцхе (груз. სამცხე) — историко-географический регион Грузии, часть исторического Месхетии.

## История
Древнейшими центрами региона являются Одзрхе и Ацкури. Самцхе входил в состав Иберийского царства, Картлийского эрисмтаварства и княжество Тао-Кларджети. С XI века часть единого грузинского царства. В 40-50-х годах XI века Самцхе был подчинен грузинскому феодалу Липариту Багваши, а затем снова царскому правительству. Сула Калмахели, верный феодал центрального правительства, получил повышение в этот период. После завоевания Самцхе монголами в 1266 году, князь Саргис I Джакели стал вассалом Хулагуидов.
Между XII-XIV веками были построены храмы: Сапара, Зарзма, Биети, Чуле, была создана книга законов (т. н. «Книга закона Беки и Агбуги»). К XVI веку в Самцхе было две епархии — Ацкурская и Цурцкабская. Между XIV-XVII веками Самцхе входил в состав княжество Самцхе-Саатабаго. 
Во втором половине XVI века, наряду с другими территориями Грузии, Самцхе был завоёван османами, в 1828-1829 годах Российской империи. Между годами 1829-1917 гг. входила в состав Тифлисской губернии, а затем кратковременно в составе Демократической Республики Грузия (1918-1921 гг.). С 1921 по 1991 год входил в состав Грузинской ССР. 
Сегодня является частью Грузии. Согласно современному административно-территориальному делению, Самцхе включает муниципалитеты: Адигени, Ахалцихе и Аспиндза — Самцхе-Джавахетского края.